# Guanshi (socken i Kina, Hunan)
Guanshi (kinesiska: 关市, 关市乡) är en socken i Kina. Den ligger i provinsen Hunan, i den södra delen av landet, omkring 170 kilometer sydväst om provinshuvudstaden Changsha. Antalet invånare är 42835. Befolkningen består av 20 126 kvinnor och 22 709 män. Barn under 15 år utgör 23,0 %, vuxna 15-64 år 66 %, och äldre över 65 år 10,0 %.
Genomsnittlig årsnederbörd är 1 624 millimeter. Den regnigaste månaden är maj, med i genomsnitt 233 mm nederbörd, och den torraste är oktober, med 32 mm nederbörd.